# Йти своїм шляхом
«Йти своїм шляхом» (англ. «Going My Way») — американський художній чорно-білий фільм 1944 року. Це комедійна драма з елементами мюзиклу про молодого священника (Бінґ Кросбі), який переймає наступництво від досвідченого старого пароха (Баррі Фіцджеральд). У 1945 році картина здобула 7 премій «Оскара» та 3 премії «Золотого глобуса».
У 1945 році вийшло продовження фільму під назвою «Дзвони святої Марії».

## Сюжет
Отець Фіцджіббон, літній священник округу. Він відслужив у старому районі міста вже 45 років, але його церква бідна, погано опалюється і має борги за оренду землі. Для виправлення справ приходу до нього спрямований молодий священник Чак О'Моллі.
Отець Фіцджіббон відчуває змішані емоції, спілкуючись з приїжджим, дуже вже він неординарний у своїх поглядах на життя. А й справді, молодий священник, у вільний від служби час, грає в бейсбол з місцевими дітлахами, організовує хор з важких підлітків і навіть відвідує кінотеатр. Він говорить: «Релігія повинна бути повної світла і життя, а не похмурою і сірою».
Проходять тижні й отець Фіцджіббон і священник Чак О'Моллі переймаються розумінням один до одного, адже їх мета одна — нести радість слова Божого людям…

## У ролях
- Бінґ Кросбі — отець Чак О'Моллі
- Баррі Фіцджеральд — отець Фіцджіббон
- Френк МакГ'ю — отець Тімоті О'Дауд
- Джеймс Браун — Тед Гейнс мол.
- Джин Локгарт — сер Тед Гейнс
- Джин Гезер — Керол Джеймс
- Портер Голл — містер Белкнеп
- Фортуніо Бонанова — Томазо Бозанні
- Ейлі Меліон — місис Кармоді
- Роберт Мітчелл — керівник церковного хору хлопчиків
- Райзьо Стівенс — Женев'єв Лінден
- Стенлі Клементс — Тоні Скапоні (у титрах не вказаний)
- Аделін Де Волт Рейнольдс — місис Моллі Фіцджіббон (у титрах не вказана)
- Карл «Альфальфа» Світзер — Герман Ланжерганк (у титрах не вказаний)
- Джулі Гібсон — таксистка

## Нагороди
У 1945 році фільм висувався у 10 номінаціях премії «Оскар», з яких у 7-ох здобув нагороди. Того ж року переміг у 3 номінаціях премії «Золотий глобус».
«Оскар»
| Номінація                            | Переможець                                                     |
| ------------------------------------ | -------------------------------------------------------------- |
| Найкращий фільм                      | Paramount Pictures (Лео Маккері, продюсер)                     |
| Найкращий режисер                    | Лео Маккері                                                    |
| Найкраща чоловіча роль               | Бінґ Кросбі                                                    |
| Найкраща чоловіча роль другого плану | Баррі Фіцджеральд                                              |
| Найкращий оригінальний сценарій      | Лео Маккері                                                    |
| Найкращий адаптований сценарій       | Френк Батлер і Френк Кевітт                                    |
| Найкраща пісня до фільму             | «Swinging on a Star»: муз. Джиммі Ван Гевсен, вір. Джонні Бурк |

«Золотий глобус»
| Номінація                            | Переможець        |
| ------------------------------------ | ----------------- |
| Найкращий фільм (драма)              |                   |
| Найкраща чоловіча роль другого плану | Баррі Фіцджеральд |
| Найкраща режисерська робота          | Лео Маккері       |

## Цікаві факти
- Найкасовіша картина 1944 року.

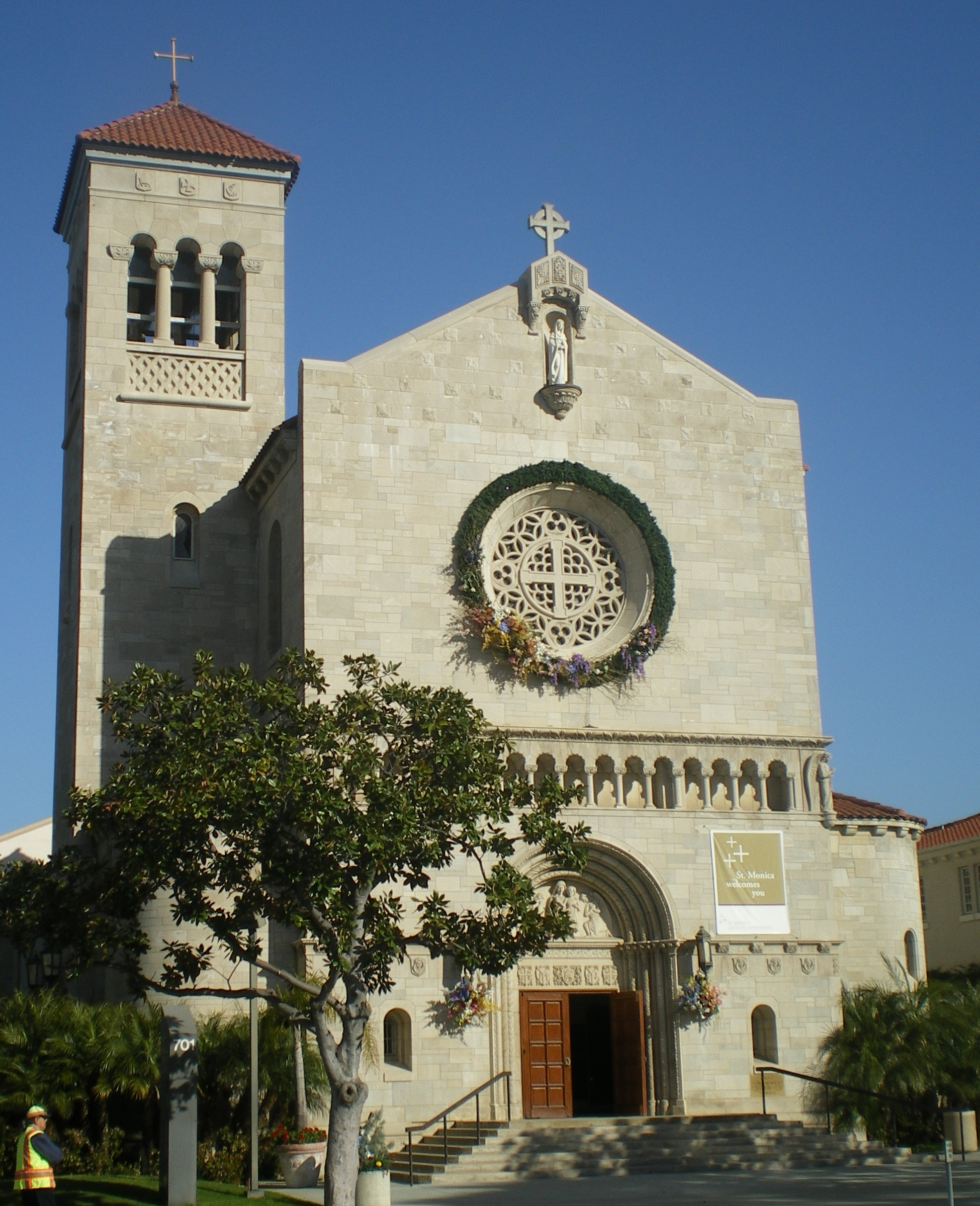
St. Monica Catholic Church, Santa Monica (2007), де відбувалось фільмування.

- Сценарій фільму був написаний після свого сиквелу «Дзвони святої Марії». Проте, як не дивно, «Йти своїм шляхом» був випущений першим.[1]
- Прототипом героя Баррі Фіцджеральда був справжній священник — монсеньйор Ніколас Коннеллі, образ якого був частково запозичений режисером Лео Маккері.[1]
- Знімання фільму відбувалось у церкві святої Моніки[en] (Санта-Моніка, Каліфорнія), на студії Paramount (Голлівуд, Лос-Анджелес) а також у деяких інших місцях Лос-Анджелеса.[2]
- Фільм заборонений у низці країн Латинської Америки, оскільки Бінґ Кросбі носив білу сорочку, бувши священником.[1]
- 2004 року картина була внесена до Національного реєстру фільмів.[1]
- Попри те, що в цьому та деяких інших фільмах Баррі Фіцджеральд грав католицького священника, в житті він був протестантом. Впродовж фільму Баррі Фіцджеральд кілька разів хреститься з правого плеча на ліве замість з лівого плеча на праве.[1]